# Abbaye de Schliersee
L’abbaye de Schliersee est une ancienne collégiale bénédictine à Schliersee, dans le Land de Bavière et le diocèse de Freising.

## Histoire
L'abbaye est fondée à la fin des années 760 et mentionnée pour la première fois par écrit dans un document daté du 21 janvier 779 comme "Cellule de Slyrse". Selon la légende fondatrice, les frères Adalunc, Hiltipalt, Kerpalt, Antoni et Otakar, fatigués des affaires du monde, choisissent le Schliersee pour y construire une cellule. La consécration de la petite église associée est faite par l'évêque Aribon de Freising. La fondation de l'abbaye doit se situer entre le commencement de son épiscopat en 764 et la présence d'un abbé de Schliersee au synode de Dingolfing en 770.
L'origine des fondateurs, cinq nobles frères, n'est pas clairement établie et est associée aux ancêtres des Wittelsbach, des Falkenstein ou des Waldeck. Les frères soutiennent Aribon ; ce dernier nomme Perhtcoz, un homme du clergé de Freising, comme magister. Les frères eux-mêmes forment la première Convention de Schliersee, après deux ans, choisissent Perhtcoz comme abbé et ordonnent à Aribon de l'ordonner selon la règle bénédictine. Cette procédure est suivie pour les abbés suivants. L'histoire de la fondation est enregistrée le 21 janvier 779 à l'abbaye. L'abbé suivant est un Warmunt, qui est également au service de l'église de Freising jusqu'à la fin de sa vie. Le 1er mai 809, les abbés Warmunt et Cundheri participent à un synode à Freising. Schliersee devient une partie intégrante du diocèse de Freising.
L'ancien monastère n'est pas dans le village de Schliersee actuel, mais sur le Kirchbichl entre Westenhofen et Hausham. Après que le monastère est vraisemblablement détruit par les Hongrois au Xe siècle, l'évêque Otton de Freising la fonde à nouveau en 1141 et la déplace sur le site de l'église paroissiale actuelle Saint-Sixte à Schliersee. À l'origine un monastère bénédictin, c'est une collégiale de 1260 à 1493. Les chanoines vivent dans de petites cours autour de l'église et avec lesquelles ils assurent leur subsistance.
En 1495, la collégiale déménage à la cathédrale Notre-Dame de Munich à l'instigation du duc Albert IV de Bavière contre la résistance des chanoines, et est dissoute en 1803 au moment de la sécularisation.